# 上田村 (岡山県真庭郡)
上田村（うえだそん）は、岡山県真庭郡にあった村。現在の真庭市上山、田原山上に当たる。

## 歴史
- 1889年（明治22年）6月1日 - 町村制施行に伴い、真島郡上山村、田原山上村が合併、上田村となる。大字田原山上に役場を置く。
- 1900年（明治33年）4月1日 - 真島郡が大庭郡と合併し、真庭郡となる。上田村は真庭郡所属となる。
- 1904年（明治37年）6月1日 - 上田村は真庭郡船津村と合併して、津田村となる。同日上田村は廃止。

## 地名の読み方
現在は真庭市の大字として存続している。
- 上山（うえやま） 〒719-3131
- 田原山上（たはらさんじょう） 〒719-3132

## 現在の様子

### 教育

#### 小学校
- 真庭市立上田小学校
  - 上山分校（休校中）

### 交通

#### 鉄道
旧村内を走る鉄道およびその駅なし

#### 道路

##### 高速道路
旧村内を走る高速道路なし

##### 国道
旧村内を走る国道なし

##### 県道
- 主要地方道
  - 岡山県道66号落合加茂川線

- 一般県道
  - 岡山県道333号上山旦土線

### 寺院・神社

#### 寺院
- 普門寺
- 万福寺

#### 神社
- 太田神社
- 北野神社
- 太玉神社
- 八幡神社